# Distretto di Otuzco
Il distretto di Otuzco  è uno dei dieci distretti della provincia di Otuzco, in Perù. Si trova nella regione di La Libertad e si estende su una superficie di 444,13  chilometri quadrati.